# Musée d'Art et d'Histoire de Fribourg
Pour les articles homonymes, voir Musée d'art et d'histoire.
Le musée d'Art et d'Histoire de Fribourg (abrégé MAHF) est un musée fribourgeois collectionnant des œuvres d’art et des objets historiques en provenance du canton du même nom.

## Bâtiments
Le musée d'Art et d'Histoire de Fribourg est constitué de deux bâtiments principaux : l'hôtel Ratzé, construit au XVIe siècle, ainsi qu'un ancien abattoir, situé vis-à-vis de part et d'autre de la rue de Morat. Un passage souterrain relie les deux ailes du musée. La disposition des salles date de la rénovation de 1981. Les deux bâtiments sont inscrits dans la liste des biens culturels d'importance nationale dans le canton de Fribourg.

## Historique
Le musée d'Art et d'Histoire de Fribourg est fondé en 1774 par Tobie Gerfer. Au fil du temps, le musée s'enrichit de plusieurs donations, surtout à la fin du XIXe siècle.

## Collections
Le musée abrite principalement des œuvres d'art fribourgeoises du Moyen Âge à nos jours ainsi que des objets historiques des XVIIe et XVIIIe siècles. Les différents départements sont les suivants :
- sculpture et peinture médiévale fribourgeoise ;
- sculpture et peinture fribourgeoise autour de 1500 (peintures par Hans Fries, etc.) ;
- sculpture et peinture fribourgeoise du gothique tardif ;
- Fribourg au siècle des Lumières (peintures par Gottfried Locher, etc.) ;
- l'art de la Contre-Réforme ;
- le métier des armes ;
- artisans et corporations ;
- images et emblèmes de l'État ;
- archéologie fribourgeoise ;
- orfèvrerie fribourgeoise ;
- peinture fribourgeoise des XIXe et XXe siècles (Joseph Reichlen, Hiram Brülhart, Oswald Pilloud, Raymond Buchs, Louis Vonlanthen, etc.).

À cela, il faut ajouter une galerie spéciale consacrée à Adèle d'Affry, duchesse Castiglione Colonna dit Marcello (1836-1879), sculptrice, ainsi qu'une galerie de vitraux.
Le musée met également sur pied des expositions temporaires sur des thèmes historiques ou artistiques.
Par ailleurs, il gère et côtoie l'Espace Jean-Tinguely–Niki-de-Saint-Phalle hébergé dans l'ancien dépôt des tramways.